# Titta Ruffo
Titta Ruffo (Pisa, 9 de junio de 1877 - Florencia, 5 de julio de 1953) fue un cantante de ópera italiano; fue uno de los grandes barítonos operísticos de su era; con inaudita potencia en el registro agudo y un esmalte broncíneo característico. Algunos consideran al trío integrado por el tenor Enrico Caruso, el bajo Feodor Chaliapin y el barítono Titta Ruffo, una trilogía irrepetible de la edad de oro del bel canto.

## Biografía

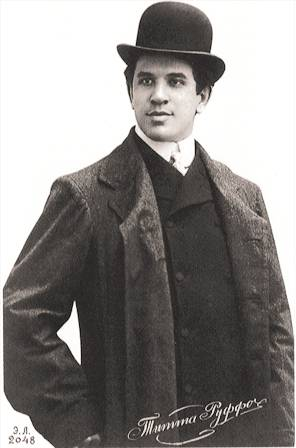
Titta Ruffo al inicio de su carrera

Ruffo fue comparado desfavorablemente con su predecesor Mattia Battistini pero admirado por Victor Maurel y Giuseppe De Luca.
Estudió en la Accademia Nazionale di Santa Cecilia y debutó en Roma como el heraldo en Lohengrin en 1898.  En 1899 canta Zazà, de Ruggero Leoncavallo  en el Teatro Ópera de Buenos Aires, también tuvo memorables actuaciones en el Teatro Rivera Indarte de la ciudad argentina de Córdoba, y en 1903 en el Covent Garden y el Liceo de Barcelona.
En 1904 cantó en el Teatro Regio de Parma, en Génova y en La Scala de Milán en Rigoletto de Giuseppe Verdi y Germania de Alberto Franchetti, aunque su consagración llegó en el Teatro São Carlos de Lisboa con Hamlet, de Ambroise Thomas.
En el Teatro Colón de Buenos Aires cantó prácticamente en todas las temporadas desde 1908 hasta 1931, retirándose de este escenario con su afamado Hamlet. Además cantó en Viena, Berlín, París, Barcelona, Madrid (1908-1913), Budapest, México, Caracas, La Habana y en el Metropolitan Opera de Nueva York (1922-1929), entre otras casas líricas. 
Sus más grandes creaciones fueron, aparte de Hamlet, Rigoletto, Amonasro, Escamillo, Don Giovanni, Scarpia, Germont, Fígaro, Tonio, Nabucco, Falstaff, el Conde de Luna y Guillermo Tell.
En 1924 se distanció del entonces ascendente régimen fascista cuando su cuñado murió a manos de los Camisas Negras. Se estableció en Florencia, donde enseñó hasta su muerte.

## Autobiografía
La mia parabola, 1937, 445 pp. Milán